# Nature Genetics
Nature Genetics är en vetenskaplig tidskrift med huvudsaklig inriktning mot genetik. Den publiceras av Nature Publishing Group och grundades 1992. Dess systerjournal är Nature Reviews Genetics.
Tidskriftens impact factor 2014 var 29,352 enligt Thomson ISI.